# 카밀라 아우베스
카밀라 아우베스(Camila Alves, 1978년 4월 28일 ~ )는 브라질과 미국의 모델, 패션 디자이너이다.